# Dyckia irmgardiae
Dyckia irmgardiae är en gräsväxtart som beskrevs av Lyman Bradford Smith. Dyckia irmgardiae ingår i släktet Dyckia och familjen Bromeliaceae. Inga underarter finns listade i Catalogue of Life.